# Petra Biondina Volpe
Petra Biondina Volpe   (Suhr, 6 d'agost de 1970) és una guionista i directora de cinema suïssa. És coneguda per haver dirigit The Divine Order.
El 2025,va dirigir Late Shift (Heldin), una pel·lícula de coproducció a Suïssa i Alemanya seleccionada al 75è Festival Internacional de Cinema de Berlín a la secció de Gala Especial de la Berlinale, estrenada mundialment el febrer de 2025 i el 27 de febrer de 2025 als cinemes suïssos.